# Arpades

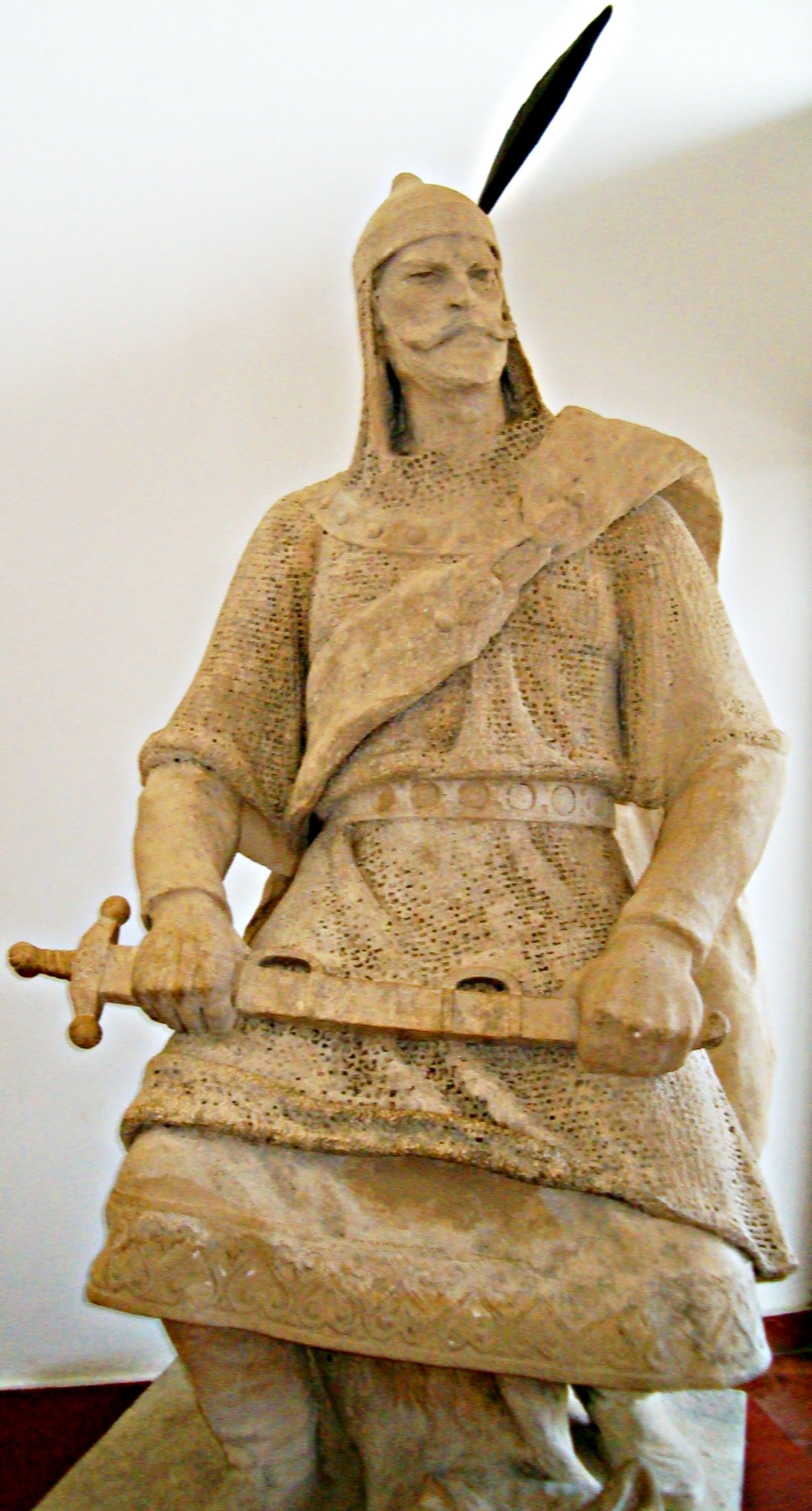
Arpades da Hungria

Arpades (em grego: Ἀρπάδης; romaniz.: Aspádes; em húngaro: Árpád; ca. 850 — 907), filho de Álmos, é considerado o primeiro governante da Hungria, o provável chefe das tribos magiares e o fundador da Casa de Arpades.
Segundo algumas crônicas medievais (não muito confiáveis), sete tribos proto-magiares elegeram-no chefe em Etelköz por volta de 890. Ele teria sido o príncipe (fejedelem) dos proto-magiares por 20 anos e teria morrido em 907.
O documento bizantino Sobre a Administração Imperial regista, em torno de 950: "Antes deste Arpades, os magiares nunca haviam tido outro príncipe reinante e, desde então e até hoje, o príncipe reinante da Hungria tem sido daquela família". Outras fontes, porém, dão a entender que existiria um segundo príncipe reinante, chamado Cursanes, que estaria no mesmo nível de Arpades ou seria o seu segundo.
Após promoverem diversas incursões e saques na Europa a partir dos anos 860, os proto-magiares em Etelköz, chefiados por Arpades e sob pressão dos pechenegues ao leste, decidiram atravessar os Cárpatos definitivamente. Em 896, ocuparam a parte superior do rio Tisza, de onde incursionavam pela Europa Central e Ocidental, e em 900/901 mudaram-se para a Panônia. À época da ocupação em 896, os proto-magiares contavam cerca de 200 000 a 250 000 pessoas.
Segundo a obra Sobre a Administração Imperial, de Constantino VII Porfirogênito, eram os seguintes os filhos de Arpades:
- Tarcatzus
- Jeleco
- Jutotzas
- Zaltas

## Árvore genealógica da Casa de Arpades
|-